# Officine Meccaniche Poccardi Pinerolo
Le Officine Meccaniche Poccardi Pinerolo (O.M.P.P.) nacquero nel 1939 quando le Officine Meccaniche Pinerolo assorbirono le Fonderie Poccardi (Fonderia Officine Poccardi A. Gallina & C.). La nuova azienda si trovò quindi a gestire due stabilimenti, non adiacenti tra loro, ma sempre all'interno del comune di Pinerolo.
Con il fatto che il socio di maggioranza era il gruppo cartario Burgo, il focus industriale incominciò ad essere la costruzione delle macchine per la carta a scapito della costruzione e manutenzioni di veicoli ferroviari.
Dopo la Seconda guerra mondiale alle O.M.P.P. furono commissionati 50 carri merci per la zona B del Territorio Libero di Trieste ma ne furono solo consegnati 27.
Nel 1950 le O.M.P.P avevano un capitale sociale di 300 milioni di lire e 600 dipendenti. All'inizio degli anni Cinquanta l’azienda riparava mediamente 120 / 150 vagoni ferroviari al mese, produceva ghetti di ghisa, bronzo e alluminio per circa 100 /140 tonnellate mensili e macchinari per 70/90 tonnellate mensili. Dalla descrizione della produzione si può capire come l’azienda fosse costituita da tre reparti: riparazioni ferroviarie, fonderia e costruzione macchinari.
Il reparto ferroviario fu chiuso poco prima della cessione delle O.M.P.P. alla società americana Beloit Corporation avvenuta nel 1957.
Un carro merci, ricostruito da questa azienda nel 1946, si trova attualmente nel Museo Nazionale di Trasporti sede di La Spezia.